# Coscinia centralis
Coscinia centralis är en fjärilsart som beskrevs av Ramon Agenjo Cecilia 1975. Coscinia centralis ingår i släktet Coscinia och familjen björnspinnare. Inga underarter finns listade i Catalogue of Life.